# Pálffyho palác (Bratislava, Ventúrska)
Pállfyovský palác (slovensky Pálfiho, dříve též Pálffyho palác) je městský barokní palác na Ventúrské ulici č. 10 v Bratislavě. Někdy bývá zaměňován s Pálffyovským palácem v Panské ulici. Nachází se v bratislavském Starém Městě ve Ventúrské ulici.

## Historie
Dnešní podoba paláce je z roku 1747, kdy byl vystavěn jako sídlo vlivného uherského rodu Pálffyů. Zvláště nápadný je zajímavý palácový portál zdobený válečnými trofejemi, jako připomínka Leopolda Pálffyho, jednoho z prvních majitelů domu, a dvojice vnitřních pavlačových nádvoří.
Velké schodiště je vytvořeno z tvrdého kaisersteinu (druh vápence) z císařského kamenolomu (Kaisersteinbruch) poblíž Vídně. V roce 1762 se zde konal koncert tehdy šestiletého Wolfganga Amadea Mozarta, podle jiných zdrojů však koncertoval v někdejším Pálffyho paláci na Zámecké ulici pod Bratislavským hradem.
Do roku 2012 v paláci sídlilo rakouské velvyslanectví. To v květnu 2012 přesídlilo do prostor v budově Astoria Palace, na Hodžovo nám. 1/A v bezprostřední blízkosti prezidentského paláce.

## Galerie

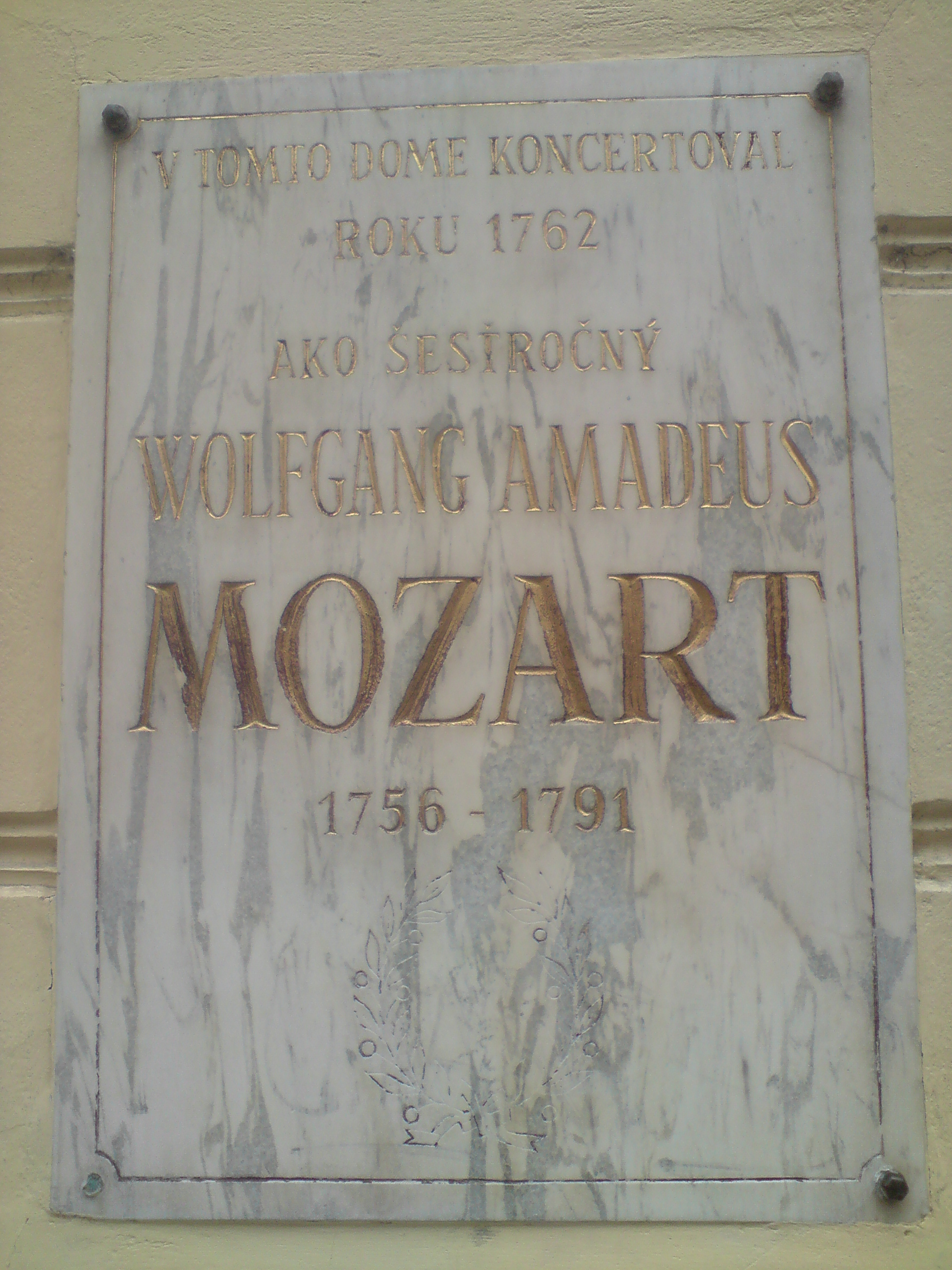
Pamětní deska
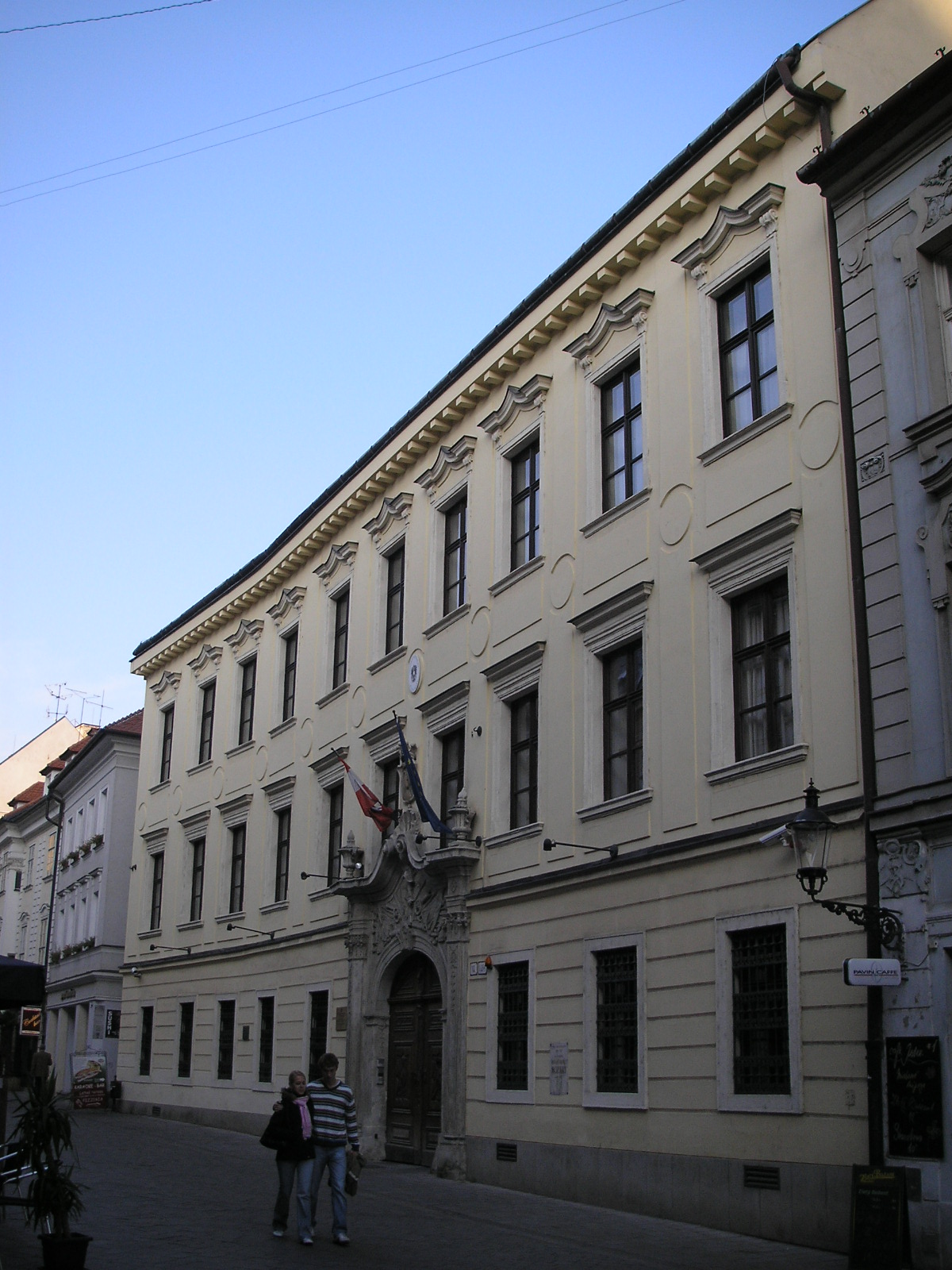
Pálffyho palác, do roku 2012 sídlo rakouského velvyslanectví na Slovensku